# Celastrina oviana
Celastrina oviana är en fjärilsart som beskrevs av Hans Fruhstorfer 1917. Celastrina oviana ingår i släktet Celastrina och familjen juvelvingar. Inga underarter finns listade i Catalogue of Life.